# 前17年
| 千纪： | 前1千纪 |
| 世纪： | 前2世纪 \| 前1世纪 \| 1世纪                                                                                |
| 年代： | 前40年代 \| 前30年代 \| 前20年代 \| 前10年代 \| 前0年代 \| 0年代 \| 10年代                                 |
| 年份： | 前22年 \| 前21年 \| 前20年 \| 前19年 \| 前18年 \| 前17年 \| 前16年 \| 前15年 \| 前14年 \| 前13年 \| 前12年 |
| 纪年： | 西汉鸿嘉四年                                                                                               |

## 大事记
- 冬河東都尉趙護為廣漢太守，發郡中兵及蜀郡兵共計三萬，擊敗鄭躬。

## 出生
- 卢基乌斯·恺撒，瑪爾庫斯·維普撒尼烏斯·阿格里帕之子，羅馬皇帝奥古斯都的养子（2年逝世）